# Rogów (gmina w województwie kieleckim)
Rogów (do 1870 Mirów; od 1973 Jastrząb i Mirów) – dawna gmina wiejska istniejąca do 1954 roku w woj. kieleckim. Nazwa gminy pochodzi od wsi Rogów, lecz siedzibą władz gminy był Jastrząb. 
Gmina Rogów powstała 1 stycznia?/13 stycznia 1870 w powiecie radomskim w guberni radomskiej w związku z przyłączeniem do gminy Mirów zniesionego miasta Jastrząb i jednoczesnym przemianowaniem jednostki na gminę Rogów, ze względu na położenie w Rogowie punktu centralnego gminy oraz obecności tamże kancelarii gminnej.
W okresie międzywojennym gmina Rogów należała do powiatu radomskiego w woj. kieleckim. Po wojnie gmina zachowała przynależność administracyjną. 1 lipca 1952 roku gmina składała się z 14 gromad: Bieszków, Gąsawy Plebańskie, Gąsawy Rządowe, Jastrząb, Kierz Niedźwiedzi, Lipienice, Mirów, Mirów Nowy, Mirówek, Nowy Dwór, Orłów, Rogów, Śmiłów i Wola Lipieniecka.
Jednostka została zniesiona 29 września 1954 roku wraz z reformą wprowadzającą gromady w miejsce gmin. Po reaktywowaniu gmin 1 stycznia 1973 roku gminy Rogów nie przywrócono, utworzono natomiast z jej dawnego obszaru dwie nowe jednostki – gminę Jastrząb i gminę Mirów w powiecie szydłowieckim w tymże województwie.

## Władze gminy
wójtowie:
- Władysław Muszyński (1918–1921)
- Stanisław Miernicki (1921–1923)
- vacat
- Stanisław Kacprzak (1927–1934)
- Julian Tuszko (1934–1939)[8]